# Kościół Najświętszej Maryi Panny w Łączy
Kościół Najświętszej Maryi Panny – drewniany, XV-wieczny kościół, znajdujący się niegdyś we wsi Łącza w województwie śląskim. Spalił się w 1994. Na jego miejscu w latach 1996-2000 wzniesiono nowy kościół.

## Historia
Pierwsze wzmianki w źródłach historycznych, dotyczące kościoła, pochodzą z 1447 (wzmianka w wykazie świętopietrza archidiakona opolskiego). Kościół był konsekrowany w 1490 roku. Na przełomie XVI i XVII wieku zamieniono go czasowo na zbór protestancki. Od początku XVIII w. stanowił filię kościoła parafialnego w Rachowicach. 1 lipca 1959 roku dekretem Kurii Biskupiej w Opolu utworzono parafię Bojszów, w której Łącza stanowiła filię. Do 1698 kościół nosił wezwanie św. Marcina, następnie św. Jana Chrzciciela, a od roku 1929 – Narodzenia NMP i św. Marcina. 
Cała świątynia została odnowiona w latach 1904 i 1906, a w następnym roku odnowiono wieżę.
Dnia 30 stycznia 1994 ok. godz. 18.30 kościół zaczął się palić. Mimo że po 5 minutach przy kościele była już straż i zaczęły się zjeżdżać jednostki ratowniczo-gaśnicze ze stacji Gliwice-Łabędy, kościół spłonął. Konserwator zabytków nie zgodził się na odbudowę świątyni, więc drewniane ściany zostały rozebrane i na jego miejscu powstała nowa świątynia pod tym samym wezwaniem, konsekrowana 9 września 2000 roku.

## Architektura
Ostatni kształt kościoła pochodził z końca XV wieku. Zbudowany został w południowej części wsi, na wzniesieniu pośród cmentarza. Był orientowany, drewniany, konstrukcji zrębowej z nieociosanych okrąglaków. Prezbiterium było kwadratowe, prosto zamknięte, z przylegającą od północy zakrystią. Nawa na rzucie zbliżonym do kwadratu była szersza i wyższa od prezbiterium. W późniejszym czasie od zachodu dostawiono do nawy wieżę konstrukcji słupowej, nie związaną z korpusem. Wieża zbudowana była na rzucie kwadratu o ścianach lekko pochyłych oszalowanych deskami. Kryta była ośmiobocznym gontowym hełmem. Do pierwszej wojny światowej znajdował się na niej gotycki, brązowy dzwon odlany w 1497 r. Na zewnątrz od północy były soboty, wsparte na słupach przy nawie, w późniejszych czasach zaszalowane i zamienione na przedsionek z wejściem na chór muzyczny. Od wschodu i południa ściany prezbiterium i nawy były oszalowane gontem. Dachy kościół miał dwuspadowe, strzeliste, kryte gontem. Od południa dach prezbiterium spływał na zakrystię, dach nawy na soboty. Na kalenicy dachu nawy znajdowała się kwadratowa wieżyczka na sygnaturkę, z przeźroczami w oszalowaniu, nakryta gontowym daszkiem z krzyżem.
Wewnątrz prezbiterium i nawy były płaskie stropy. Prezbiterium od nawy oddzielała belka tęczowa z późnobarokowym krucyfiksem z końca XVIII wieku. Chór muzyczny był drewniany, odnowiony i powiększony na przełomie 1872 i 1873 roku. Okna były prostokątne, od południa w nowych oprawach. W prezbiterium od wschodu było małe okno opatrzone starą kratą z zadziorami. Odrzwia z prezbiterium do zakrystii i do nawy od północy były zamknięte, ostrołukowe, od zachodu do nawy prostokątne. Drzwi do zakrystii miały stare okucia w kształcie liści.
Kościół posiadał cenne zabytki, m.in. gotycką rzeźbę Madonny z Dzieciątkiem z początku XV wieku. Ołtarz boczny od południa był pseudogotycki z XX wieku z wczesnogotycką rzeźbą Matki Boskiej z Dzieciątkiem z ok. 1425 roku, odnowioną w XX wieku, i czterema (z dziesięciu pierwotnie istniejących) wczesnogotyckimi płaskorzeźbami z tego samego czasu: św. Jana Ewangelisty i trzech innych apostołów, zapewne św. Piotra, św. Judy Tadeusza i Szymona Zeloty. Rzeźba Matki Boskiej z Dzieciątkiem i cztery płaskorzeźby Apostołów znajdują się w Diecezjalnym Muzeum w Opolu, dlatego ocalały przed pożarem kościoła. Ołtarz główny – barokowy pochodził z 1666 roku, poświęcony został w 1675 roku. W środkowej części umieszczony był tryptyk malowany na deskach, zapewne z XVI lub XVII wieku, przemalowany w późniejszych czasach. W środku była postać Matki Boskiej z Dzieciątkiem na złotym tle. Na skrzydłach po lewej stronie była św. Katarzyna Aleksandryjska i św. Małgorzata, po prawej stronie zaś św. Barbara i św. Dorota. W górnej kondygnacji były obrazy: św. Marcina z żebrakiem z datą 1666 roku i sygnaturą, na skrzydłach św. Piotr i św. Paweł. Antepedium było kamienne sarkofagowe. Ołtarz boczny od północy miał charakter prowincjonalnego baroku. Był dwukondygnacyjny, górny obraz na desce barokowy z XVII wieku przedstawiał św. Barbarę. Ambona była z baldachimem i schodkami – barokowa, zapewne z połowy XVII wieku. Została odnowiona i uzupełniona z obrazami czterech ewangelistów, malowanymi przez K. Prischnitza w 1934 roku. Ostatnio odnowiona w 1964 roku. Wzmiankowana w 1579 roku chrzcielnica była dębowa, kielichowa w stylu gotyku ludowego, zapewne z XVI/XVII wieku. Została zamieniona na kropielnicę – wewnątrz miała czarkę kamienną na wodę święconą. W kościele znajdował się także konfesjonał z przełomu XVIII i XIX w.